# Youssouf Benamara
Youssouf Benamara, né le 24 décembre 1984 à Guelma (Algérie), est un footballeur algérien évoluant au poste de défenseur.

## Biographie
Youssouf Benamara commence sa carrière à la JSM Skikda. Il est transféré en 2010 au CA Batna. Avec le CA Batna il joue deux matchs en Coupe de la confédération en 2011. Lors de la saison 2011-2012, il dispute 24 matchs en Division 1, inscrivant deux buts face au MC Alger.
En 2012, il rejoint l'USM Alger. Il remporte la Coupe d'Algérie en 2013 avec cette équipe.

## Carrière professionnelle
- 2008-2010 :  JSM Skikda
- 2010-2012 :  CA Batna
- 2012-2014 :  USM Alger
- 2014-2015 :  JS Kabylie
- 2015- :  USM Blida[3],[4]

## Palmarès
- Vainqueur de la Coupe d'Algérie en 2013 avec l'USM Alger.
- Championnat d'Algérie en 2014 avec l'USM Alger.
- Supercoupe d'Algérie en 2014 avec l'USM Alger.
- Ligue des champions arabe en 2013 avec l'USM Alger.